# L'occasione fa il ladro
Personnages
- Don Parmenione (baryton)
- Martion, son servant (basse)
- Comte Alberto (ténor)
- Don Eusebio (ténor)
- Berenice, sa nièce et pupille (soprano)
- Ernestina, son amie (soprano)

L’occasione fa il ladro, ossia Il cambio della valigia (L'occasion fait le voleur, ou l'échange de valises) est un opéra (burletta per musica ou farsa) en un acte de Gioachino Rossini sur le livret italien de Luigi Privaldi, basé sur la vaudeville d'Eugène Scribe Le prétendu par hasard, ou L’occasion fait le larron.

## Historique des représentations

### XIXesiècle
L'occasione fa il ladro a été créé au Teatro San Moisè de Venise le 24 novembre 1812. Des cinq opéras en un acte que le compositeur écrivit pour ce théâtre, celui-ci fut le plus donné de son vivant mais il tomba dans l'oubli après sa mort. Il fut néanmoins à nouveau donné à Pesaro en 1892 pour la célébration du centième anniversaire de la naissance de Rossini en ce lieu le 29 février 1792, avec Alessandro Bonci.

### XXesiècle
L'opéra fut donné au Théâtre Nouveau de Nice en 1983 puis au Rossini Opera Festival de Pesaro en 1987 avec une mise en scène de Jean-Pierre Ponnelle où il fut enregistré. La même année, il fut donné au Buxton Festival. Il fut également joué en 1992 au Macerata Opera, à Paris, à Cologne et au Schlosstheater de Schwetzingen.
En avril 1991, il fut présenté au Politeama Garibaldi de Palerme sous la direction d'Antonello Allemandi avec l'orchestre du Teatro Massimo et Rockwell Blake dans le rôle du comte Alberto. Gianluigi Gelmetti le dirigea avec l'orchestre de la radio de Stuttgart en 1992 et entre autres Susan Patterson et Alessandro Corbelli.
La production de Ponelle fut à nouveau donnée lors de l'édition 2013 du Rossini Opera Festival.

## Rôles
| Rôle                          | Tessiture | Première distribution, 24 novembre 1812 |
| ----------------------------- | --------- | --------------------------------------- |
| Don Parmenione                | Baryton   | Luigi Pacini                            |
| Martino, son servant          | Basse     | Filippo Spada                           |
| Comte Alberto                 | Ténor     | Tommaso Berti                           |
| Don Eusebio                   | Ténor     | Gaetano Dal Monte                       |
| Berenice, sa nièce et pupille | Soprano   | Giacinta Canonici                       |
| Ernestina, son amie           | Soprano   | Carolina Nagher                         |

## Intrigue
Durant une tempête, trois voyageurs trouvent refuge dans une auberge de campagne. Alberto est fiancé à une femme qu'il n'a jamais rencontrée et est en route pour la voir. Don Parmenione, accompagné de Martino, cherche à retrouver la sœur d'un de ses amis, qui a disparu. Une fois la tempête terminée, Alberto quitte l'auberge, emportant malencontreusement la valise de Parmenione au lieu de la sienne. Martino, en ouvrant la valise d'Alberto, découvre au milieu de papiers un portrait supposé être celui de la fiancé. Parmenione décide alors de tromper Alberto et de réclamer la jeune fille comme femme.
Dans la maison de Don Eusebio, Ernestina, qui traverse des temps difficiles, accepte de prolonger son séjour chez son amie Berenice. Cette dernière, qui redoute le mariage avec un homme qu'elle n'a jamais vu, demande à Ernestina de se faire passer pour la fiancée. Berenice a l'intention de jouer le rôle de la servante afin d'observer Alberto et de se forger une opinion à son sujet. Parmenione, accompagné de Martino, survient alors en s'annonçant comme étant Alberto et fait la cour à Ernestina déguisée, ne remarquant pas sa dissemblance avec la jeune fille dont il a le portrait. Les deux se trouvent mutuellement plaisant.
Alberto arrive alors et rencontre Berenice, la prétendue servante. Une attirance mutuelle nait alors mais Berenice est décontenancée de ce qu'un autre homme se prétendant Alberto est déjà arrivé et qu'il est muni de papiers prouvant ses dires contrairement au nouvel arrivant. Le vrai et le faux Alberto tentent tous deux de convaincre Don Eusebio de la véracité de leur identité, et Berenice, ayant pris le parti de celui qu'elle aime, soumet Parmenione à un rude interrogatoire. Finalement, ce dernier doit avouer sa supercherie. Berenice peut alors épouser Alberto, et Parmenione Ernestina, qui se révèle être la sœur de son ami qu'il cherchait, tandis que le portrait dans la malle d'Alberto était en réalité celui de sa propre sœur qui le destinait à Berenice comme cadeau de mariage.

## Structure de la pièce
- 1 Ouverture et introduction Frema in cielo il nembo irato (Parmenione, Martino, Alberto)
- 2 Aria Che sorte, che accidente (Parmenione)
- 3 Aria Vicino è il momento (Berenice)
- 4 Quintette Quel gentil, quel vago oggetto (Parmenione, Ernestina, Alberto, Berenice, Eusebio)
- 5 Récitatif et aria D'ogni più sacro impegno (Alberto)
- 6 Duetto Per conoscere l'inganno - Voi la sposa! (Parmenione, Berenice)
- 7 Aria Il mio padrone è un uomo (Martino)
- 8 Recitatif et aria Voi la sposa pretendete (Berenice)
- 9 Final Quello, ch'io fui, ritorno (Parmenione, Ernestina, Eusebio, Alberto, Berenice, Martino)

## Orchestration
| Instrumentation de L'occasione fa il ladro                           |
| Cordes                                                               |
| premiers violons, seconds violons, altos, violoncelles, contrebasses |
| Bois                                                                 |
| 2 flûtes, 1 piccolo, 2 hautbois, 2 clarinettes, 1 bassons,           |
| Cuivres                                                              |
| 2 cors                                                               |
| Pour les récitatifs secs                                             |
| pianoforte, violoncelle et contrebasse ad libitum                    |